# Armand Dufaux
Pour les articles homonymes, voir Dufaux.
Armand Dufaux, né le 13 janvier 1883 à Paris 9e et mort le 17 juillet 1941 à Genève, est un pionnier de l'aviation et inventeur, de nationalités française et suisse.

## Biographie
Armand  est le fils d'une baronne française Noémie de Rochefort-Luçay et d'un peintre, sculpteur et portraitiste localement célèbre, Frédéric Dufaux. Son grand-père maternel est le célèbre écrivain Henri Rochefort qui finance ses premiers essais dans l'aéronautique. Il est le cadet d'une famille de trois enfants, son ainé Henri, lui aussi pionnier de l'aviation et une sœur.
En 1898, il invente avec son frère un moteur pouvant être monté sur une bicyclette qui l'amènera à créer la société H. & A. Dufaux Fils (HADF) avec François Cuillery et Edouard Demole, dont le siège est à Carouge, dans le canton de Genève. Les deux frères étudient en 1898 un nouveau moteur léger pour vélo de 0,25 ch, à 4 temps, tournant à 1 200 tours par minute pour un poids de 18 kg pouvant atteindre les 21 km/h dont ils déposent le brevet no.21167 en 1901.
En 1902, ils lancent les premières études pour un appareil à décollage vertical ou à décollage court dont ils inventent le concept ainsi que le procédé de freinage par hélice. Ils testent ce procédé avec des cerfs-volants, des hélices, des maquettes.
Ils commercialisent leurs moteurs de bicyclette sous la dénomination de Motosacoche. En 1903, ils créent un second atelier au 22 de la rue du Grand-Bureau. Cette même année, le 25 juin, ils gravissent les pentes du Salève avec deux bicyclettes équipées de la Motosacoche ; la pente va de 12 à 20 % sur une route non asphaltée. Succès qui les amène à agrandir la fabrique et à produire également des moteurs de motocyclettes. La raison sociale devient H & A Dufaux & Cie (HADCo).

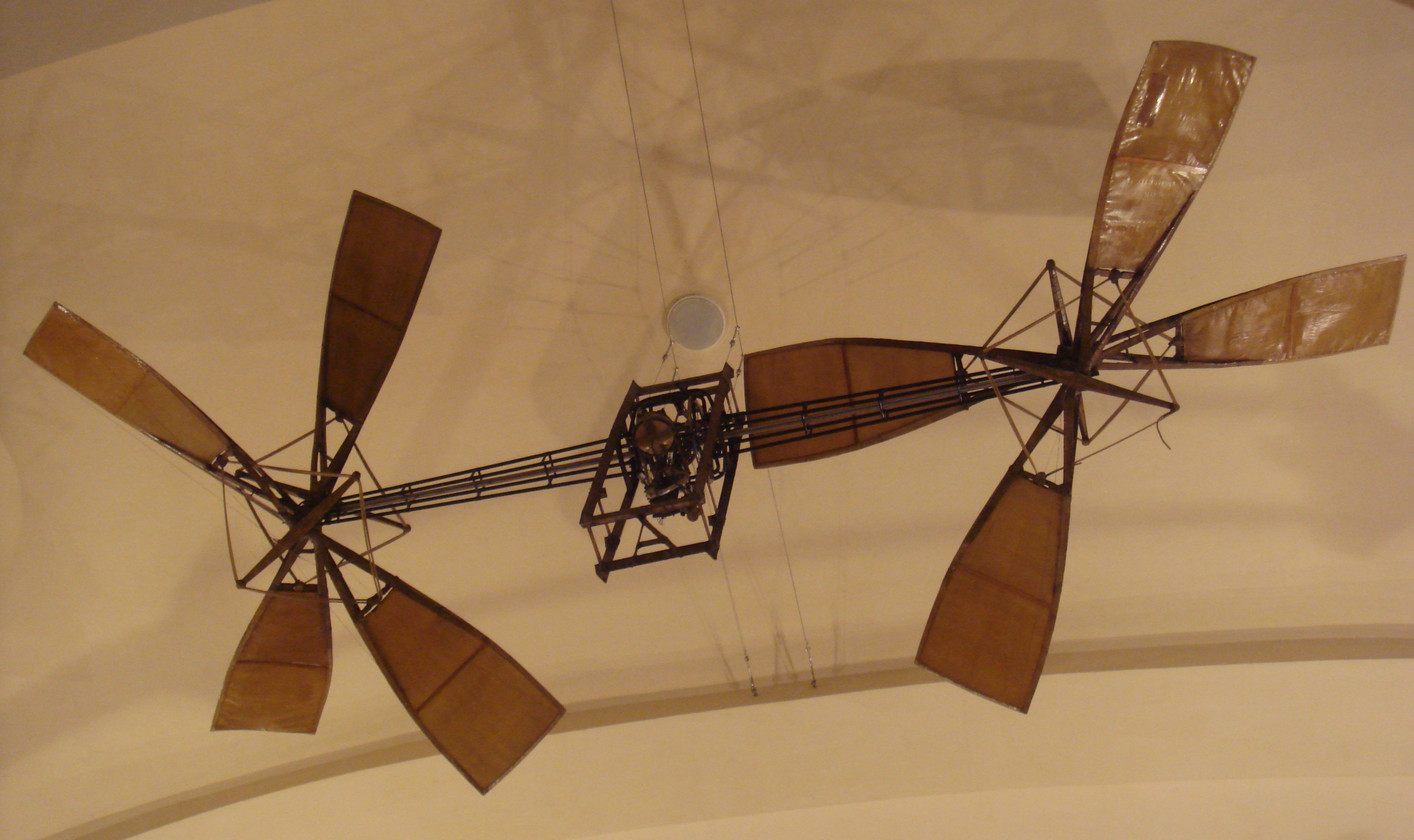
hélicoptère Dufaux (1905). Musée des arts et métiers, Paris.

Le 24 février 1904, ils déposent le brevet d'un hélicoptère. Cette même année, ils ouvrent un troisième atelier, rue des Caroubiers. En 1905, c'est l'usine La Motosacoche au 56 rue des Acacias qui est créée. Elle produit de 30 à 35 machines par jour. La société anonyme Motosacoche S.A. Dufaux & Cie (MSADC) est créée. En 1905, ils construisent et présentent au public genevois le modèle réduit de leur hélicoptère muni d'un de leurs moteurs développant 3,1 ch pour seulement 4,5 kg, ce qui est un record en 1905. La maquette de l'hélicoptère est exposée sur le stand Motosacoche au Salon international de l'automobile de Genève du 29 avril au 7 mai 1905. Ils font du 12 au 14 mai des démonstrations de leur hélicoptère à l'Aéro-Club de France.
En 1906, ils dessinent les plans d'un moteur 120 ch pour un hélicoptère en grandeur réelle. Il est construit et essayé avec ses hélices en 1907. En 1908, se construit une grande usine Motosacoche à Turin (Societa Meccanica Italio-Ginevrina) qui permettra de produire 50 machines par jour. Elle compte 300 employés.
Ils commencent la construction en 1908 de leur hélicoptère, le « Tiltrotor » à Corsier. En juin 1909, la HADCo est liquidée, les Dufaux n'ont plus rien à voir avec Motosacoche. De juillet à octobre de cette même année ont lieu les essais du Tiltrotor qui sont un échec. Les deux frères abandonnent alors l'idée de la propulsion verticale et se lancent dans la construction d'un avion biplan, le Dufaux-4. Ils ouvrent l'usine de construction d'avions et d'hélices à Genève. En décembre, ils font les premiers essais de décollage avec leur biplan équipé d'un moteur Anzani à Viry (Haute-Savoie). Il en résulte la destruction partielle puis la reconstruction immédiate de l'appareil.
Ils fondent la société de l'aérodrome de Viry le 29 janvier 1910. Tout au long de cette année, ils perfectionnent leur avion, changeant de moteur, accumulant les expériences et les heures de vol. Ils vendent leurs premiers appareils à Paul Tournier M. Beamish.
Le 28 août 1910, Armand réussit la traversée du Léman dans sa longueur de Noville à Collonge-Bellerive. Il gagne un prix de cinq mille francs offert par la Société Perrot-Duval & Cie. Il s'agit du nouveau record du monde, la distance est le double de celle parcourue par Blériot sur la Manche (25.07.1909). Le Conseil fédéral leur décerne un chronomètre en or portant l'inscription : "De la part du Conseil Fédéral aux premiers aviateurs Suisses".
En novembre 1910, Ernest Failloubaz commande un Dufaux-5 biplace qu'il essaiera le 12 janvier 1911. Il en fait une démonstration avec Armand en mai 1911 à Issy-les-Moulineaux. Les Dufaux lui cèdent alors la licence aviation, toutes les activités, les appareils en construction, les outils et les pièces. Ils abandonnent l'aéronautique.
Dès 1912, Armand Dufaux travaille en France dans l'invention et la construction d'accessoires pour l'industrie automobile (inventeur de l'amortisseur téléréglable). Dans les années 1920, il construit aussi des bobsleigh. Il réside au 87, rue Baudin à Levallois-Perret.
Il revient s'installer à Genève en 1939 et décède dans cette ville le 17 juillet 1941. En 1977, un timbre est édité en son honneur par La Poste Suisse.
En 2005 l’association aéronautique suisse hepta.aero a lancé un projet de reverse engineering  afin de étudier et construire une réplique en état de vol du Dufaux N°4, avion de la traversée du lac Léman de 1910, préservé au Musée suisse des transports de Lucerne. Le projet de construction de l’avion et du moteur est dans un état avancé (tests d'intégration).
Il est inhumé au Cimetière du Petit-Saconnex à Genève.

## Récompenses
- 13 mars 1931 : il reçoit la Légion d'honneur, ainsi que son frère Henri

## Sources
- La Revue no.35, Conservatoire National des Arts & Métiers, Paris, 06.2002.
- Viry-Aviation, chronique des pionniers genevois, La Salévienne 06.2010.